# 갈라티아어

고대 로마 제국의 갈라티아 속주

갈라티아어는 기원전 3세기부터 기원후 4세기까지 고대 아나톨리아(오늘날 터키) 중부의 갈라티아 지역에서 갈라티아인들이 사용하던 켈트어파 언어이다. 기원전 3세기경 발칸반도를 통해 아나톨리아까지 이주해온 켈트족에 의해 도입되었으며, 같은 시대 사용되던 유럽의 갈리아어와 밀접한 연관이 있다. 이후 그리스화를 겪으며 대략 기원후 4세기까지 동화되어 사라졌다고 여겨진다. 다만 서기 6세기 스키토폴리스의 키릴이 쓴 글에서 "사탄에 사로잡혀 말을 하지 못하던 갈라티아의 한 수도사가 정신을 차리고 깨어난 이후에는 다른 사람들의 질문에 모어인 갈라티아어로만 대답할 수 있었다"는 이야기가 나타나는데 이는 당시까지도 화자가 있었다고 추정할 수 있는 근거가 된다.

## 같이 보기
- 대륙켈트어군
- 갈라티아인